# Андреев, Пётр Кузьмич
Пётр Кузьми́ч Андре́ев (1922—1991) — участник Великой Отечественной войны, лётчик-штурмовик, заместитель командира эскадрильи 683-го штурмового авиаполка (335-я штурмовая авиационная дивизия, 3-я Воздушная армия, 3-й Белорусский фронт), старший лейтенант. Герой Советского Союза (1945).

## Биография
Родился 28 мая 1922 года в деревне Деньково (ныне Истринского района Московской области) в семье служащего. Русский.
Образование среднее, после учёбы работал на лесопункте. В 1939 году поступил в аэроклуб.
В Красной Армии с 1941 года. В 1942 году окончил Пермскую военно-авиационную школу пилотов и направлен на фронт. Член КПСС с 1943 года.
Воевал в 683-м штурмовом авиационном полку на ИЛ-2 «летающий танк».
К апрелю 1945 года П. К. Андреев совершил 106 боевых вылетов, нанес противнику большой урон в живой силе и технике на Земландском полуострове, в 14 воздушных боях сбил лично 1 и в группе 2 самолета противника. Им лично уничтожено: танков — 4, бронетранспортёров — 5, автомашин с военным имуществом — 93, подожжено железнодорожных эшелонов — 2, отдельных железнодорожных вагонов — 14, взорвано мостов — 1, складов — 8, дзотов — 6, уничтожено повозок с военным грузом — 21, подавлено и частично уничтожено артиллерийских батарей — 14, в стане врага вызвано пожаров — 11, крупных взрывов — 9, убито и ранено до 350 солдат и офицеров противника.
После войны продолжал службу в ВВС СССР. В 1952 году окончил летно-тактические курсы.
С 1959 года полковник Андреев — в запасе. Жил в городе Калининграде Московской области.
Умер П. К. Андреев 5 февраля 1991 года. Похоронен на своей родине, в деревне Деньково, на деревенском погосте.

## Награды
- Указом Президиума Верховного Совета СССР от 29 июня 1945 года присвоено звание Героя Советского Союза.
- Награждён орденом Ленина, тремя орденами Красного Знамени, двумя орденами Отечественной войны 1 степени, двумя орденами Красной Звезды и медалями.

## Интересные факты
- На фюзеляже самолёта Андреева была надпись — «За Зину Туснолобову»[3].
- Сын Петра Кузьмича — Сергей — также как и отец, стал военным лётчиком. Дослужился до командира эскадрильи АН-22 (Антей). Умер в 36 лет, от той же болезни, что и отец.